# Visions (Gandalf)
Visions is het tweede studioalbum van Gandalf. Gandalf, die hier bijna alle muziekinstrumenten zelf speelde, nam het in 1981 op in zijn eigen Beginnings Studio. Het album kent een structuur van langere stukken afgewisseld door kortere intermezzo's. Het opvallende aan het album is de klank van de sitar, al dan niet elektronisch. De muziek is geïnspireerd op In de ban van de ring van J.R.R. Tolkien

## Musici
- Gandalf – alle muziekinstrumenten
- Robert Julian Horky – dwarsfluit op track The magician’s theme (2x) en The ships of the immortal
- Jatinder Thakur – tabla op Mysterious creatures gathering at the gates of darkness

## Muziek
| Nr. | Titel                                                                      | Duur |
| --- | -------------------------------------------------------------------------- | ---- |
| 1.  | The magician’s theme                                                       | 1:26 |
| 2.  | Dance of the fairy-children                                                | 5:08 |
| 3.  | Theme                                                                      | 0:32 |
| 4.  | The keeper of the old forest (incl. Talk of the trees)                     | 7:51 |
| 5.  | Theme                                                                      | 0:49 |
| 6.  | Strange mountain (incl. Bare walls of stone)                               | 4:08 |
| 7.  | Theme                                                                      | 0:32 |
| 8.  | The magician’s theme                                                       | 1:45 |
| 9.  | The sleeping princess                                                      | 3:19 |
| 10. | Theme                                                                      | 0:41 |
| 11. | Mysterious creatures gathering at the gates of darkness (incl. The battle) | 6:40 |
| 12. | Theme                                                                      | 0:48 |
| 13. | After the evil was defeated                                                | 4:06 |
| 14. | Theme                                                                      | 1:07 |
| 15. | The ships of the immortal (incl. Passage ot infinity)                      | 5:56 |

In 2001 werd het album opnieuw uitgegeven met als bonus-cd liveopnamen uit die tijd.